# Poveglia
Poveglia [povélja] je otok v Beneški laguni v Jadranskem morju. Upravno spada pod italijansko deželo Benečija (pokrajina Benetke).
Poveglia je bila med prvimi lagunskimi otoki, ki so jih naselili ubežniki pred Langobardi v šestem stoletju. Ob koncu osmega stoletja je bila že priznana kot samostojno mesto in je v letih 809-810 uspešno podprla Benetke (tedaj še pod bizantinsko oblastjo) v boju proti Frankom. Leta 864 je bil beneški dož Pietro Tradonico umorjen in njegove privržence so izgnali iz Benetk. Z družinami so se morali preseliti na Poveglio, kjer so jim bila dodeljena posestva. Čeprav so bili uradno doževi podložniki in so mu morali vsako leto slovesno obnavljati obljubo zvestobe, so bili administrativno popolnoma neodvisni. Sčasoma se je mestece močno razvilo in postalo zanesljiv zaveznik novonastale Beneške republike.
Stanje se je nenadoma spremenilo leta 1379, ko je Genovska republika napadla Beneško republiko (vojna za Chioggio). Otok je bil na prvi bojni črti, zato so blizu obale sezidali prvi osemkotnik in razlastili polovico otoka za njim. Poveglia je bila med boji opustošena in razdejana. Prebivalstvo se je odselilo in ni bilo več sposobnih obrtnikov, ki so se v preteklosti zoperstavili naravni eroziji morja. Zgradbe, ki so bile še uporabne, so postale skladišča in pomoli so se namenili ladjam v karanteni. Na začetku devetnajstega stoletja je bil tu organiziran lazaret. Leta 1968 je bil otok podržavljen.  